# 小金井市立清里山荘
小金井市立清里山荘（こがねいしりつ きよさとさんそう）は、山梨県北杜市高根町にある教育施設または宿泊施設である。
1963年7月に小学校の林間学校用施設として建設された。当時は木造2階建てで、宿泊棟は団体利用者向けの団体棟のみであった。
その後、1991年5月から少年自然の家として一般開放されるのに合わせ、鉄筋コンクリートを主構造とする施設へと作り替えられた（1990年12月竣工）。この改装で、個人利用者向けの個人棟や体育館などが新たに設けられた。
東京都の小金井市が民間企業に運営委託している施設であり、小金井市民は利用料金が安くなる。

## 施設概要
公式サイトより。
- 所在地：山梨県北杜市高根町清里字念場原3545-1
- 最寄駅：清里駅
- 敷地面積：22.978 m2
- 建築面積：2,598 m2
- 構造：鉄筋コンクリート造、地上2階（一部3階）地下1階建
- 延床面積：38,107 m2
- 宿泊定員：182名

### 施設内容
- 1階
  - 客室（団体棟）
  - 食堂
  - 大浴場・小浴場（男女別）
  - 体育館
  - 乾燥室
  - 洗濯室
  - 1室身体障がい者用
- 2階
  - 客室（一般棟）
  - 研修室：収容人員40人（会議・講習会・研修）
- 3階
  - 天体観測
- その他
  - バーベキュー小屋
  - 多目的広場
  - 遊歩道
  - 駐車場

## 不祥事
2025年8月9日、7日から宿泊していた10代の男女64人を含む68人が下痢や腹痛などの体調不良を訴えた。山梨県による調査の結果、一部の患者（宿泊客4人と従業員1人）からウェルシュ菌が検出されたことから、体調不良の原因は施設で提供された食事による集団食中毒であると断定。これにより、山梨県から3日間の営業停止処分を下された。